# Гутурі
Гутурі (груз. გუთური) — село в Грузії.
За даними перепису населення 2014 року в селі проживає 880 осіб.